# Brachionycha perfumosa
Brachionycha perfumosa là một loài bướm đêm trong họ Noctuidae.